# Mama (Irkutsk)
Mama (russisch Ма́ма) ist eine Siedlung städtischen Typs in der Oblast Irkutsk in Russland mit 3630 Einwohnern (Stand 14. Oktober 2010).

## Geographie
Der Ort liegt gut 850 km Luftlinie nordöstlich des Oblastverwaltungszentrums Irkutsk am Nordrand des Stanowoihochlandes (in diesem Teil Nordbaikalhochland (Sewero-Baikalskoje nagorje) genannt) und westlich des Patomhochlandes. Er befindet sich am linken Ufer des Lena-Zuflusses Witim, unmittelbar unterhalb der Einmündung des linken Nebenflusses Mama.
Mama ist Verwaltungszentrum des Rajons Mamsko-Tschuiski sowie Sitz der Stadtgemeinde Mamskoje gorodskoje posselenije, zu der außerdem die Siedlungen Sarja (direkt gegenüber an anderen Ufer der Mama), Teterinsk (4 km südöstlich am rechten Ufer des Witim) und Woronzowka (60 km nördlich, am rechten Ufer des Witim) gehören.

## Geschichte
Der Ort wurde 1928 als Basis für die Erkundung von Glimmervorkommen (Muskovit) in dem Gebiet gegründet, die bereits seit dem 17. Jahrhundert bekannt waren, aber nicht ausgebeutet wurden. Bereits 1932 erhielt Mama den Status einer Siedlung städtischen Typs. 1951 wurde der Ort Verwaltungssitz des neu geschaffenen Mamsko-Tschuiski rajon (benannt nach den Flüssen Mama und Tschuja, die ihn durchfließen).

### Bevölkerungsentwicklung
| Jahr | Einwohner |
| ---- | --------- |
| 1939 | 6901      |
| 1959 | 5025      |
| 1970 | 5348      |
| 1979 | 6206      |
| 1989 | 6918      |
| 2002 | 4352      |
| 2010 | 3630      |

Anmerkung: Volkszählungsdaten

## Verkehr
Mama liegt ist Endpunkt der bislang nur im Winter durchgängig befahrbaren und teils im Bau befindlichen Regionalstraße 25N-004, die bei der 136 km entfernten Stadt Bodaibo beginnt, das wiederum über die 220 km lange 25K-023 von Taksimo in Burjatien erreichbar ist, wo sich die nächstgelegene Bahnstation an der Baikal-Amur-Magistrale (BAM) befindet. Südlich von Mama zweigt bei der am Fluss gelegenen Siedlung Lugowski von der 25N-004 eine Straße zu den Bergbausiedlungen Gorno-Tschuiski und Sogdiondon am Oberlauf der Großen Tschuja ab.
Mama besitzt einen Flughafen (ICAO-Code UIKM), von dem mehrmals wöchentlich Verbindung nach Irkutsk besteht.